# Cases-de-Pène
Cases-de-Pène (på Catalansk: Cases de Pena) er en by og kommune i departementet Pyrénées-Orientales i Sydfrankrig.

## Geografi
Cases-de-Pène ligger ved floden Agly 16 km nordvest for Perpignan. Nærmeste byer er mod øst Espira-de-l'Agly (5 km), mod sydøst Baixas (6 km) og mod vest Estagel (9 km).

## Demografi

### Udvikling i folketal
| 1962                                                              | 1968 | 1975 | 1982 | 1990 | 1999 | 2007 | 2014 | 2017 |
| ----------------------------------------------------------------- | ---- | ---- | ---- | ---- | ---- | ---- | ---- | ---- |
| 501                                                               | 483  | 334  | 387  | 406  | 430  | 685  | 881  | 926  |
| Tal fra og med 1962 er uden dobbelttælling (sans doubles comptes) |      |      |      |      |      |      |      |      |